# Чичеров, Владимир Иванович
Владимир Иванович Чичеров (29 мая (11 июня) 1907, Вязники, Владимирская губерния — 11 мая 1957, Москва) — советский фольклорист, этнограф и литературовед, доктор исторических наук, кандидат филологических наук, профессор МГУ, заведующий сектором народного творчества ИМЛИ.

## Биография
Окончил МГУ (1928), участник экспедиций братьев Соколовых по местам П. Н. Рыбникова и А. Ф. Гильфердинга. Эти экспедиции дали учёному материал для кандидатской диссертации, озаглавленной «Школы сказителей Заонежья». В 1948 году защитил докторскую диссертацию «Зимний период русского земледельческого календаря XVI‒XIX вв.» (опубл. 1957). C 1953 года — профессор филологического факультета МГУ.
В трудах, посвящённых главным образом календарной обрядовой поэзии, теории фольклора, русскому эпосу и школам сказителей русского Севера, историческим песням (книга «Вопросы теории и истории народного творчества», 1959), разработана фольклористическая концепция роли народа в истории и культуре. Автор курса лекций «Русское народное творчество» (1959; пер. на нем. яз. 1968). В своих трактовках русского фольклора придерживался официозно-консервативных позиций, тяжело пережил пересмотр положений, привнесённых в преподавание после XX съезда КПСС.
Награждён орденом «Знак Почёта».

## Основные работы
Книги
- Зимний период русского земледельческого календаря XVI—XIX вв. М., 1957;
- Русское народное творчество. М.: Издательство Московского университета, 1959 (перевод на нем. яз. 1968);
- Вопросы теории и истории народного творчества Архивная копия от 13 июня 2020 на Wayback Machine. М.: Советский писатель, 1959;
- Школы сказителей Заонежья. М.: Наука, 1982;
- Былины на Кенозере. Петрозаводск, 2015.

Статьи
- К. Маркс и Ф. Энгельс о фольклоре. (Библиографич. материалы) // «Советский фольклор», 1936, № 4—5;
- Эпическая традиция Кенозера и школа Сивцева-Поромского // Краткие сообщения Института этнографии, вып . І . 1946, с. 74—76;
- Традиция и авторское начало в фольклоре // Советская этнография. 1946, № 2;
- Вопросы безличности фольклора в работах фольклористов-мифологов середины XIX века. (Из истории русской фольклористики.) // Советская этнография. 1947, № 1;
- Об этапах развития русского исторического эпоса // Историко-литературный сборник. М. 1947;
- Сказители Онего-Каргопольщины и их былины // Онежские былины / под ред. Ю. М. Соколова; Подготовка текстов к печати, примеч. и словарь В. Чичерова. — М.: Гос. лит. музей, 1948. 32—65;
- Из истории народных поверий и обрядов. («Нечистая сила и Касьян») // Труды Отдела древнерусской литературы, т. XIV. М.—Л., 1958. С. 529—534.
- Итоги работ и задачи изучения русских былин и исторических песен // Основные проблемы эпоса восточных славян. М., 1958.

Составитель
- Героические былины / Сост., ред. текстов и вводная статья В. Чичерова. М. — Л.: Детгиз, 1951;
- Русские народные былины, М.: Детгиз, 1958.